# Wiaże (rejon oszmiański)
Wiaże (biał. Вяжы; ros. Вяжи) − wieś na Białorusi, w obwodzie grodzieńskim, w rejonie oszmiańskim, w sielsowiecie Grodzie.

## Historia
W czasach zaborów wieś w gminie Polany, w powiecie oszmiańskim, w guberni wileńskiej Imperium Rosyjskiego. W 1905 roku liczyła 13 mieszkańców, 14 dziesięcin.
W latach 1921–1945 okolica szlachecka leżała w Polsce, w województwie wileńskim, w powiecie oszmiańskim, w gminie Polany.
W 1931 wieś w 10 domach zamieszkiwało 56 osób.
Wierni należeli do parafii rzymskokatolickiej w Gudogajach. Miejscowość podlegała pod Sąd Grodzki w Oszmianie i Okręgowy w Wilnie; właściwy urząd pocztowy mieścił się w Gudogajach.
Po II wojnie światowej w granicach Związku Sowieckiego. Od 1991 w niepodległej Białorusi.